# Цискаришвили, Петре
Петре Цискаришвили (груз. პეტრე ცისკარიშვილი) род. 27 февраля 1974, Тбилиси) ― грузинский экономист, политик и министр сельского хозяйства Грузии (2006-2008) .

## Биография
Петре Цискаришвили родился в 27 февраля 1974 года в Тбилиси, Грузинская ССР. 
В 1991 году окончил Basalt High School в Колорадо (США). В 1991-1992 годах учился на факультете международных отношений и права Тбилисского государственного университета. С 1993 по 1997 годы учился в Аугсбургском институте (Миннеаполис, США). В 1998 году окончил Тбилисский государственный институт международных экономических отношений по специальности «Маркетинг и коммерция». А в 2002 году ― Тбилисскую школу политических исследований.
Помимо учебы в США, он был частным репетитором по географии , истории и русскому языку ; Ассистент преподавателя 1 и 2 курсов по экономике и политологии ; Юридическая фирма, сертифицированные адвокатские бюро Kurzman, Grant & Ojala; Scholz Publishing Co. Соучредитель.
В 1997―1998 годах работал в Министерстве промышленности Грузии. В 1998-1999 годах был финансовым менеджером акционерного общества «Карту Групп». В 1999―2004 годах стал депутатом парламента Грузии по партийным спискам избирательного блока «Союз граждан Грузии». 
В 2003 году, после «Революция роз», Петре Цискаришвили был назначен заместителем министра внутренних дел. В 2004-2006 годах был представителем президента Грузии в Кахетинском регионе. В 2006 году был избран президентом Федерации бокса Грузии. 
10 ноября 2006 года назначен министром сельского хозяйства Грузии. C 2008 по 2012 год был депутатом парламента Грузии 7-го созыва от избирательного блока «Единое национальное движение―за победоносную Грузию» и лидер парламентского большинства.
На парламентских выборах 2012 года он снова был выдвинут мажоритарным кандидатом в Ахметский муниципалитет, но потерпел поражение от Зураба Звиадаурти, выдвинутого коалицией «Грузинская мечта». Тем не менее, Цискаришвили с 2012 по 2016 год был депутатом грузинского парламента по списку избирательного блока «Единое национальное движение » больше пользы людям».
У него есть жена и сын - Николай. Свободно владеет английским, русским, итальянским и испанским языками.